# NXT Vengeance Day (2025)
Vengeance Day (2025) foi um evento de luta livre profissional produzido pela WWE. Foi o quinto evento anual do Vengeance realizado para a divisão da marca NXT da promoção, o 13º Vengeance no geral e o primeiro a não usar o logotipo do NXT desde 2011, contando com a participação de alguns lutadores da marca Raw. O evento foi transmitido pelas plataformas de livestreaming da WWE e ocorreu no sábado, 15 de fevereiro de 2025, na CareFirst Arena em Washington, D.C. Este foi o primeiro Vengeance, assim como o primeiro grande evento do NXT, a ser transmitido ao vivo pela Netflix.
Seis lutas foram disputadas no evento. No evento principal, Giulia derrotou Bayley, Roxanne Perez e Cora Jade em uma luta fatal 4-way para reter o Campeonato Feminino do NXT. Em outras lutas importantes, Ethan Page derrotou Je'Von Evans, Eddy Thorpe venceu Trick Williams em uma luta strap e, na luta de abertura, Stephanie Vaquer derrotou Fallon Henley para conquistar o Campeonato Norte-Americano Feminino do NXT. O evento também marcou a estreia de um grupo vilão de 4 homens, com Dion Lennox, Cutler James, Saquon Shugars e Osiris Griffin.

## Produção

### Introdução

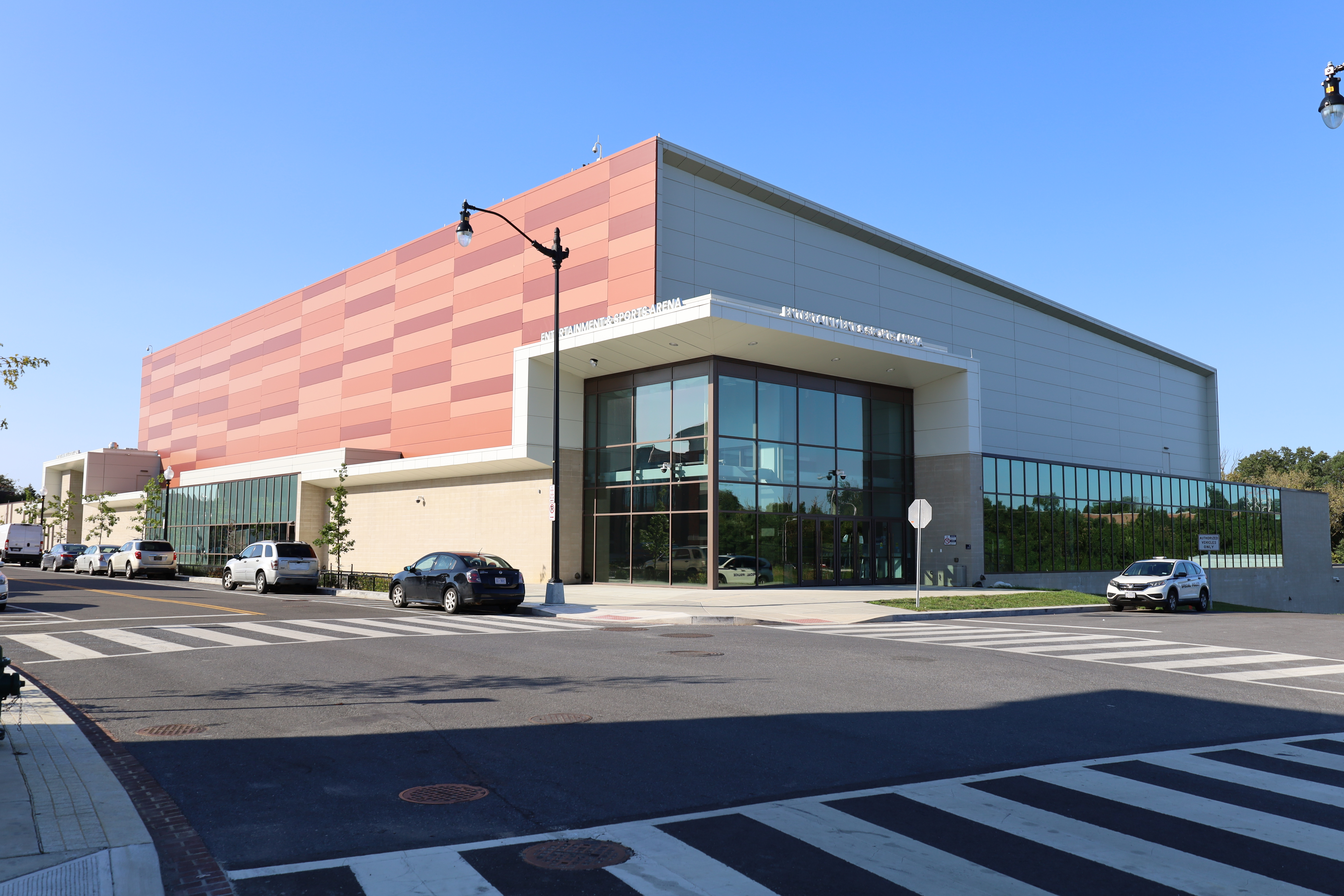
O evento foi realizado na CareFirst Arena em Washington, D.C.

Vengeance foi originalmente estabelecido como um evento pay-per-view (PPV) de luta livre profissional para a WWE em 2001 e foi realizado anualmente até 2007, seguido por um evento único em 2011. Desde seu renascimento em 2021, tem sido realizado anualmente. em fevereiro para a marca de desenvolvimento da WWE NXT sob o título NXT Vengeance Day, uma referência ao evento que ocorre no Dia dos Namorados ou próximo a ele. Em 7 de janeiro de 2025, foi anunciado que o quinto evento anual do NXT, Vengeance Day, e o 14º Vengeance no total, seria realizado no dia 15 de fevereiro de 2025, na CareFirst Arena em Washington, D.C. Além do Peacock nos Estados Unidos, este foi o primeiro Vengeance, assim como o primeiro grande evento do NXT, a ser transmitido ao vivo pela Netflix em todos os mercados internacionais fora dos Estados Unidos, após a fusão do WWE Network com o serviço em janeiro.

### Histórias
| Papel:                    | Nome:             |
| ------------------------- | ----------------- |
| Comentaristas em inglês   | Vic Joseph        |
| Comentaristas em inglês   | Corey Graves      |
| Comentaristas em inglês   | Booker T          |
| Comentaristas em espanhol | Marcelo Rodríguez |
| Comentaristas em espanhol | Jerry Soto        |
| Anunciador de ringue      | Mike Rome         |
| Árbitros                  | Adrian Butler     |
| Árbitros                  | Chip Danning      |
| Árbitros                  | Dallas Irvin      |
| Árbitros                  | Derek Sanders     |
| Árbitros                  | Felix Fernandez   |
| Entrevistadores           | Sarah Schreiber   |
| Painel do pré-show        | Megan Morant      |
| Painel do pré-show        | Sam Roberts       |

O evento incluiu lutas que resultaram de histórias com script, onde os lutadores retrataram heróis, vilões ou personagens menos distinguíveis em eventos que criaram tensão e culminaram em uma luta ou série de lutas, com resultados predeterminados pelos escritores da WWE para a marca NXT, enquanto as histórias foram desenvolvidas no programa de televisão semanal da WWE, o NXT.
No episódio de 3 de dezembro de 2024 do NXT, Eddy Thorpe venceu uma luta fatal four-way de última chance para se classificar para o Iron Survivor Challenge no Deadline. No entanto, ele foi encontrado atacado nos bastidores e foi descartado do Deadline. Dois dias após o Deadline, no episódio de 10 de dezembro do NXT, Thorpe confrontou o campeão do NXT Trick Williams e exigiu uma luta pelo título, à qual Williams concordou. Ao assinar o contrato para a luta pelo título, Thorpe revelou à gerente geral do NXT, Ava, que ele havia encenado seu próprio ataque para facilitar seu caminho para uma disputa pelo Campeonato do NXT, se tornando vilão no processo. A luta pelo título na semana seguinte terminou em um pinfall duplo, o que fez com que Williams mantivesse o título. No New Year's Evil em 7 de janeiro de 2025, Williams defendeu seu Campeonato do NXT em uma luta triple threat contra Thorpe e o vencedor do Iron Survivor Challenge, Oba Femi, onde Femi venceu e se tornou o novo campeão do NXT. No episódio de 4 de fevereiro do NXT, Femi e Williams perderam para o A-Town Down Under do Raw (Austin Theory e Grayson Waller) em uma luta de duplas depois que Thorpe acertou Williams com um cinto de couro pelas costas do árbitro. Após a luta, Thorpe continuou a chicotear brutalmente Williams. Na semana seguinte, Thorpe desafiou Williams para uma luta strap no Vengeance Day, desafio que foi aceito por Williams.
No episódio de 28 de janeiro do NXT, a dupla do Raw, A-Town Down Under (Austin Theory e Grayson Waller), apresentou uma edição especial do The Grayson Waller Effect, com o campeão do NXT Oba Femi como convidado. Theory e Waller disseram que estavam ali para ver se Femi era "realmente digno da atenção que recebeu." Femi revidou e afirmou que conquistou mais em um tempo mais curto do que Theory e Waller juntos. Depois disso, Femi declarou que defenderia o título contra qualquer um dos dois no Vengeance Day. A gerente geral do NXT, Ava, não concordou com Femi ao decidir seus adversários, mas anunciou uma luta triple threat entre Femi, Theory e Waller para o Vengeance Day.
No New Year's Evil, em 7 de janeiro, Giulia derrotou Roxanne Perez para conquistar o Campeonato Feminino do NXT. Uma semana depois, Perez se dirigiu aos fãs, aparentemente para anunciar sua despedida do NXT, antes de ser interrompida por Bayley, do SmackDown, que tentou dar conselhos a Perez, sem sucesso. Uma briga entre as duas mulheres começou quando o show terminou. Durante esse período, Bayley havia sido transferida para o plantel do Raw como parte da janela de transferências da WWE. Bayley apareceu no NXT na semana seguinte para expressar sua gratidão aos fãs, antes de ser interrompida por Giulia, que demonstrou respeito por Bayley. Perez e sua aliada, Cora Jade, interromperam e insultaram as duas, resultando em uma briga entre as duas equipes. Uma semana depois, as duas equipes se enfrentaram em uma luta de duplas, que foi vencida por Giulia e Bayley, após Bayley fazer o pin em Jade. Mais tarde naquela noite, a gerente geral do NXT, Ava, anunciou que Giulia defenderia o título contra Bayley e Perez em uma luta triple threat no Vengeance Day. No episódio do NXT de 11 de fevereiro, Jade derrotou Bayley após interferência de Perez. Depois da luta, Ava anunciou que a luta pelo Campeonato Feminino do NXT agora será uma luta fatal four-way entre Giulia, Bayley, Perez e Jade.
No New Year's Evil, Stephanie Vaquer venceu uma luta fatal four-way para se tornar a desafiante número #1 pelo Campeonato Norte-Americano Feminino do NXT, detido por Fallon Henley. Mais tarde naquela noite, porém, Shotzi fez o pin em Henley em uma luta de trios. Shotzi e Vaquer discutiram sobre quem deveria disputar o título primeiro. Uma luta entre as duas foi marcada para a semana seguinte, e Shotzi venceu após a interferência de Henley e suas companheiras de grupo no Fatal Influence, Jacy Jayne e Jazmyn Nyx. Duas semanas depois, Henley derrotou Shotzi para reter o título. Após a luta, Vaquer confrontou Henley, e foi anunciado que Henley defenderia o título contra Vaquer no Vengeance Day.
Desde que perdeu o Campeonato do NXT e uma luta pelo Campeonato Norte-Americano do NXT em 2024, Ethan Page entrou em um tumulto emocional e ficou deprimido. No episódio de 17 de dezembro de 2024 do NXT, Page foi provocado por Je'Von Evans nos bastidores e retaliou esmagando o maxilar de Evans com uma cadeira de aço. Duas semanas depois, Page derrotou o parceiro de duplas de Evans, Cedric Alexander, e esmagou a mão de Alexander com uma caixa de ferramentas. No episódio de 14 de janeiro de 2025 do NXT, Page derrotou Dante Chen e esmagou a perna de Chen com o degrau de aço. Evans retornou para atacar Page, mas foi derrubado após Page acertar um soco em seu maxilar lesionado. Evans então desafiou Page para uma luta no Vengeance Day, que foi oficializada depois que Evans foi liberado pelos médicos para lutar.
Em julho de 2024, foi anunciado que Josh Briggs seria um dos dois representantes do NXT (o outro sendo Tavion Heights do No Quarter Catch Crew) a participar do torneio N-1 Victory da Pro Wrestling Noah. Após sua excursão na Noah, Briggs formou uma dupla com Yoshiki Inamura da Noah, e juntos eles colocaram como objetivo conquistar o Campeonato de Duplas do NXT. No episódio de 11 de fevereiro de 2025 do NXT, Briggs e Inamura derrotaram o No Quarter Catch Crew (Heights e Myles Borne) e Hank Waller e Tank Ledger em uma luta triple threat de duplas, garantindo uma luta pelo título contra os campeões de duplas do NXT Nathan Frazer e Axiom no Vengeance Day.

## Resultados
| Nº                                          | Resultados                                                                | Estipulações                                                    | Tempo |
| ------------------------------------------- | ------------------------------------------------------------------------- | --------------------------------------------------------------- | ----- |
| 1                                           | Stephanie Vaquer derrotou Fallon Henley (c) (com Jacy Jayne e Jazmyn Nyx) | Luta individual pelo Campeonato Norte-Americano Feminino do NXT | 15:01 |
| 2                                           | Nathan Frazer e Axiom (c) derrotaram Josh Briggs e Yoshiki Inamura        | Luta de duplas pelo Campeonato de Duplas do NXT                 | 10:24 |
| 3                                           | Eddy Thorpe derrotou Trick Williams                                       | Luta Strap                                                      | 10:58 |
| 4                                           | Ethan Page derrotou Je'Von Evans                                          | Luta individual                                                 | 12:00 |
| 5                                           | Oba Femi (c) derrotou Austin Theory e Grayson Waller                      | Luta triple threat pelo Campeonato do NXT                       | 13:12 |
| 6                                           | Giulia (c) derrotou Bayley, Roxanne Perez e Cora Jade                     | Luta fatal four-way pelo Campeonato Feminino do NXT             | 18:31 |
| (c) – Refere-se aos campeões antes da luta. |                                                                           |                                                                 |       |